# Fiumorbo (région)
Pour les articles homonymes, voir Fiumorbo.
Le Fiumorbo est une région naturelle de Corse, située sur la façade orientale de l'île. Extrémité méridionale de l'En-Deçà-des-Monts, il culmine au Monte Incudine (2 134 m). 

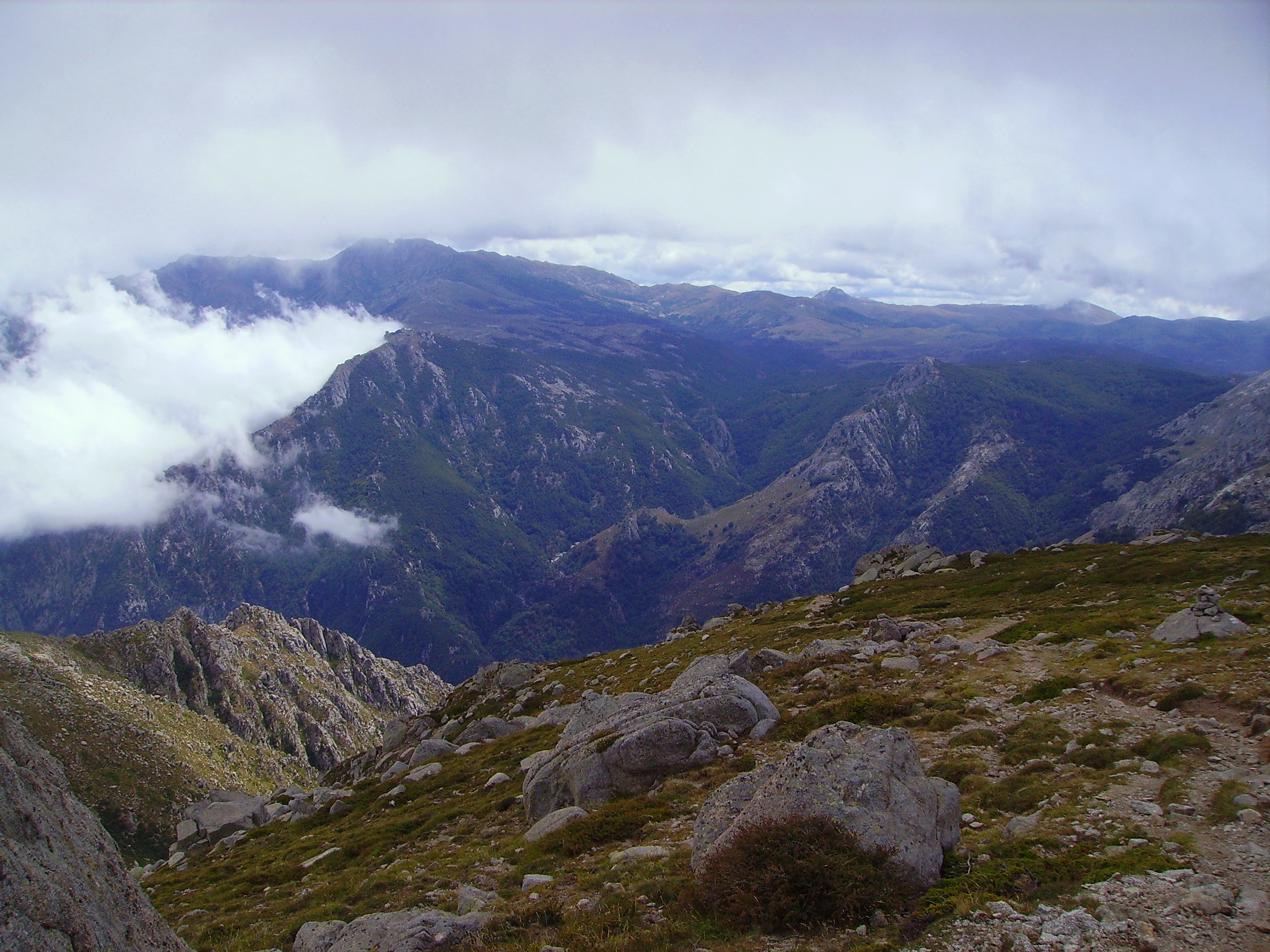
Le Monte Incudine et la haute vallée du Travo depuis le Monte Formicula.

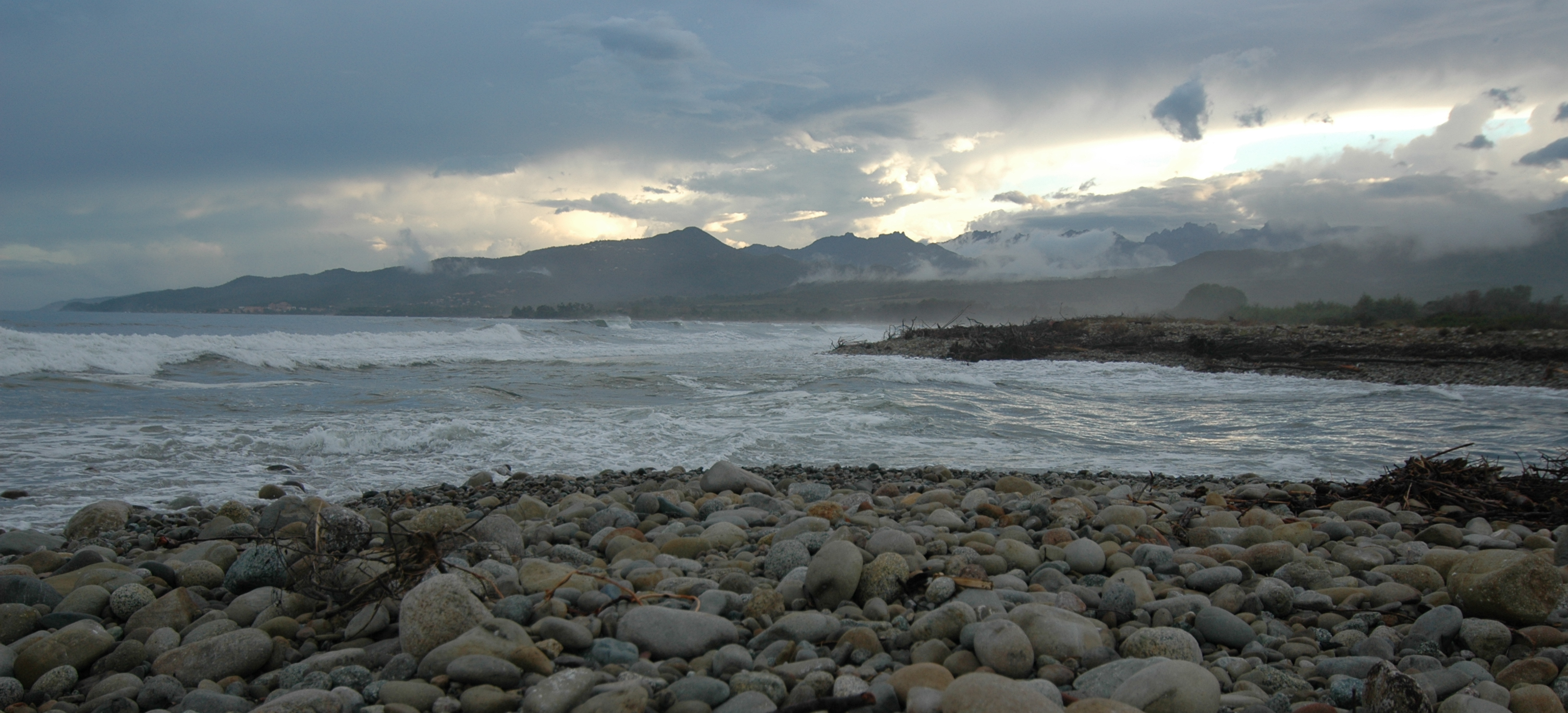
Vue vers Sari-Solenzara et les confins méridionaux du Fiumorbo depuis l'embouchure du Travo.

## Géographie
La région du Fiumorbo est située au sud de la Plaine orientale, sur la côte intérieure de la Corse. Sa partie littorale est au sud l'ultime composante de la Costa Serena. 
Elle est composée des anciennes pievi de Cursa et de Coasina, « à mezzo Giorno di Alleria » comme l'écrivit Francesco Maria Accinelli dans son manuscrit Storia veridica della Corsica de 1739. Elle tient son nom du fleuve Fiumorbo qui prend naissance au sud du Monte Renoso, arrose la piève voisine de Castello avant de se jeter dans la mer Tyrrhénienne à Prunelli-di-Fiumorbo. 
Le territoire s'étend de la ligne de partage des eaux jusqu'à la mer Tyrrhénienne. Il est délimité à l'est par une façade maritime, à l'ouest et au sud par un relief montagneux (avec ses 2 134 m, le Monte Incudine en est le point culminant), et est ouvert au nord vers la Costa Serena.
La délimitation de la région a largement varié au cours des siècles. Ainsi, la pieve de Fiumorbo créée par l'administration française vers la fin du XVIIIe siècle correspond à l'actuel canton de Prunelli-di-Fiumorbo, occupant la vallée de l'Abatesco, fait d'autant plus surprenant que le fleuve Fiumorbo qui y a donné son nom irrigue exclusivement la piève de Castello (soit le canton de Ghisoni). Les communes de Ventiseri, Chisa et Solaro, isolées dans la vallée du Travo, forment géographiquement un ensemble quelque peu à part du reste de la région.
La partie basse du Fiumorbo est une plaine alluvionnaire comportant des zones humides et des étangs littoraux : Palo, Gradugine, marais de Canna, marais de Leccia. En remontant, on trouve des formations schisteuses qui couvrent le socle cristallin (le Fiumorbo termine au sud la partie schisteuse du nord-est de l'île qui commence au Cap Corse) avant d'atteindre la zone granitique de montagne couverte de forêts : forêts territoriales de Marmano et du Fium'Orbu dominées par le pin maritime, le pin laricio et le hêtre, forêts d'Isolaccio-di-Fiumorbo, de Solaro et de Chisa, dominées par le chêne vert et le haut maquis. L'absence de feux a favorisé le développement d'une remarquable végétation arborescente.
En plus des zones humides et étangs littoraux, de nombreux cours d'eau arrosent le territoire : le Fiumorbo et ses affluents (Regolo, Saltaruccio, Varagno), l'Abatesco, le Travo et ses affluents. On y recense également deux réserves artificielles et hydro-électriques : barrage de Sampolo et de Trevadina, ainsi que des sources thermales : Acquacitosa (commune de Serra-di-Fiumorbo), Pietrapola (commune d'Isolaccio-di-Fiumorbo) et Travo.
Le Fiumorbo demeure terre montagnarde. Il est adossé sur toute sa longueur à la chaîne centrale, de Prunelli-di-Fiumorbo à Solaro. La Cursa est accrochée aux flancs de la Punta della Cappella (2 041 m) et la Coasina s'étale aux pieds du Monte Incudine (2 134 m).
Le Fiumorbo est situé à une position charnière entre l'En-Deçà-des-Monts (dont il constitue l'extrémité méridionale) et l'Au-Delà-des-Monts. La route littorale depuis Solaro menant à Sari-Solenzara (en direction de Bonifacio si l'on suit la côte ou de Sartène via le col de Bavella) est l'un des accès les plus fréquentés vers l'Au-Delà-des-Monts.

### Composition
Le Fiumorbo est composé des territoires de deux pièves pour un total de 7 communes :
Coasina
- Chisa ;
- Serra-di-Fiumorbo ;
- Solaro ;
- Ventiseri.

Cursa
- Isolaccio-di-Fiumorbo ;
- Prunelli-di-Fiumorbo ;
- San-Gavino-di-Fiumorbo.

### Le Fiumorbo dans le PNRC
De nos jours, la région du Fiumorbo est, pour le Parc naturel régional de Corse, un « territoire de vie » composé des communes adhérentes de :
- Prunelli-di-Fiumorbo
- Isolaccio-di-Fiumorbo
- Chisa
- San-Gavino-di-Fiumorbo
- Serra-di-Fiumorbo
- Solaro
- Ghisoni
- Lugo-di-Nazza
- Poggio-di-Nazza
- Sari-Solenzara

## Histoire
Au XVIe siècle la pieve du Fiumorbu n'existait pas. Son territoire était partagé entre la piève de Cursa au nord et la piève de Coasina au sud. 
La Coasina comptait plus de 1 250 habitants vers 1520. Elle avait pour lieux habités : Coasina (200 habitants env.), Ventisari (aujourd'hui Ventiseri), lo Solagio (Solaro) et Ornaso (Serra-di-Fiumorbo). Quant à Cursa, qui comptait environ 900 habitants à la même époque, elle avait pour lieux habités li Prunelli (aujourd'hui Prunelli-di-Fiumorbo) et lo Solazo (Isolaccio-di-Fiumorbo).
En 1816 la Restauration dut affronter une révolte des habitants de la région, entrainés par le commandant Bernardin Poli.

### La pieve civile
Avec les événements qui, dès 1729, agitèrent cette région pendant la grande révolte des Corses contre Gênes, le Fiumorbu relevait de la juridiction d'Aléria. À la demande de Gênes, l’abbé Francesco Maria Accinelli avait dressé une estimation des populations à partir des registres paroissiaux dont voici un extrait (texte en italien) : « Giudisditione di Alleria ... VI. Pieve di Corsa : Prunelli 266. Isolaccia 533. VII. Pieve di Covasina : Solaro, Ania, e S. Gavino, e Ventisari in tutto 218. Ornaso 395.... ». ; selon Accinelli, le Fiumorbu avait une population de 1 412 habitants.
La pieve du Fiumorbu sera créée à la mi-XVIIIe siècle par l'administration militaire française avant de devenir en 1791 le canton de Prunelli. Le commandant Bernardin Poli prend la tête de la guerre du Fiumorbo en 1815, un soulèvement qui finalement s'apaise grâce au traité de Prunelli signé avec le général Amédée Willot.
En 1954, le Canton de Prunelli-di-Fiumorbo est composé avec les communes de Chisa, Isolaccio-di-Fiumorbo, Prunelli-di-Fiumorbo, San-Gavino-di-Fiumorbo, Serra-di-Fiumorbo, Solaro et Ventiseri.

### La pieve religieuse
Fiumorbu relevait de l'autorité épiscopale d'Aléria. L'évêché comprenait 19 pievi :  
« Il Vescovato di Alleria, che è il più di tutti pingue hà 2 000 scudi d’oro di entrata, e contiene 19 pievi : Giovellina, Campoloro, Verde, Opino, Serra, Bozio, Allessani, Orezza, Vallerustie, Tralcini, Venaco, Rogna, Corsa, Covasina, Castello ò sia Vivario, Niolio, Carbini, et Aregno in la Balagna. L’Ughelli però dice (Ital.Sacr.Tom.III) contenere la sua diocesi 60 parochie con 14 conventi di Frati, e fruttare alla Camera di Roma 300 Fiorini, et avere di redito 4000 scudi Romani ».

#### Le centre des anciennes pièves
- Piévanie de Coasina : Ventiseri était le centre de la pieve de Coasina. La chapelle romane San Michele, remaniée sur des bases romanes, pourrait être l'église piévane.
- Piévanie de Cursa : la « Cursa », chapelle romane ruinée, située à environ 1,2 km à l'est de Prunelli-di-Fiumorbo, construite au XIe siècle sur deux anciens sanctuaires remontant à l'époque paléochrétienne et au haut Moyen Âge, pourrait être l'église piévane.

## Patrimoine
- Sites :
  - La haute vallée du fleuve Fiumorbo, et les détroits des Strette et de l'Inzecca.
  - Les crêtes à l'ouest du Fiumorbo, parcourues par le GR 20, avec trois refuges de montagne : Capannelle, Prati et Usciolu.
  - Les villages perchés : Prunelli-di-Fiumorbo, Serra-di-Fiumorbo.
  - La grotte de Circinellu au sommet d'u Castellu, au-dessus d'Ania (commune de Serra-di-Fiumorbo).

- Monuments : 

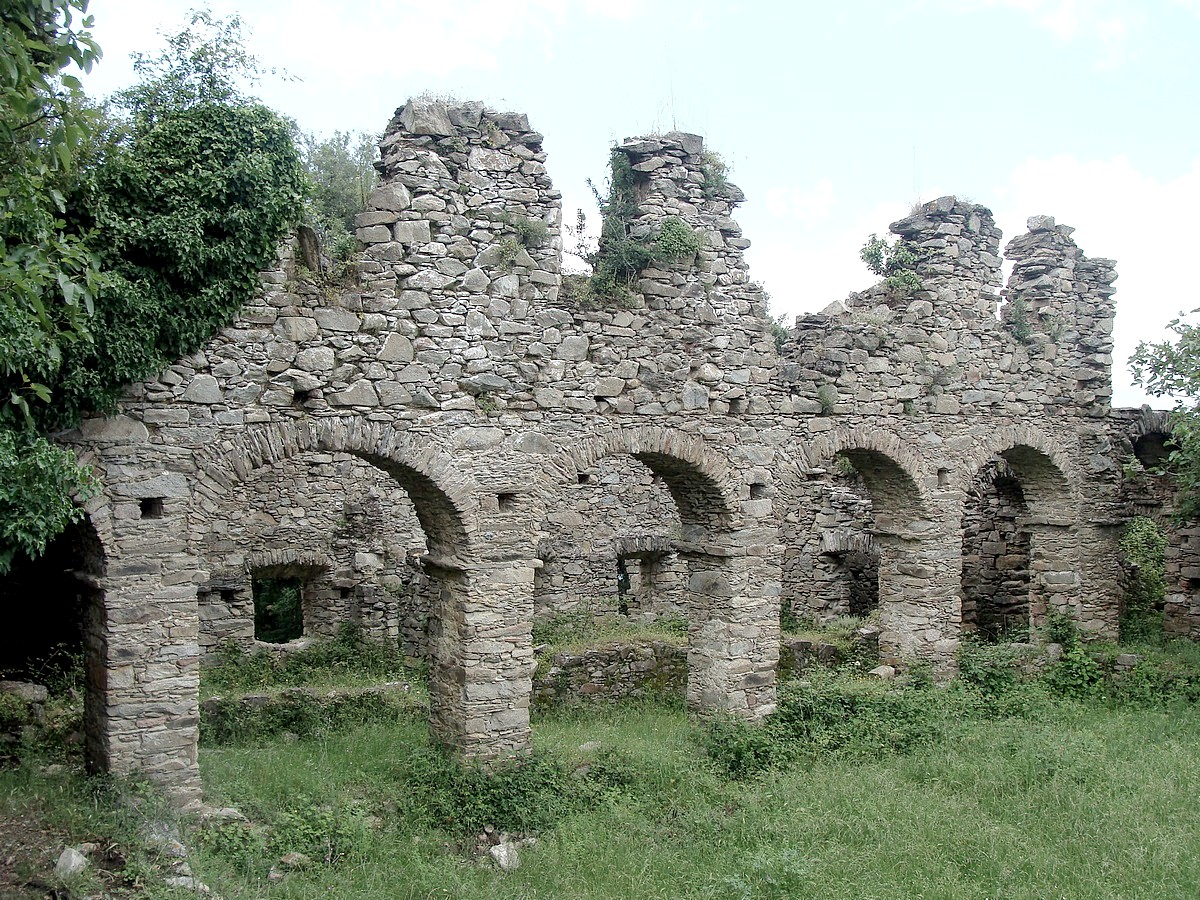
Ruines du couvent Saint-François de Prunelli

  - Les églises, notamment celle de Lugo-di-Nazza, au clocher à étages typiquement corse.
  - Les nombreuses chapelles, richement décorées et fidèlement entretenues : à Isolaccio-di-Fiumorbo (Acciani, Ajola), à Poggio-di-Nazza (Saint-Antoine), à Ventiseri (Contra).
  - Les ruines du couvent Saint-François, de la Cursa, de l'abbaye San Giovanni (commune de Prunelli), de la Coasina (commune de Ventiseri).
- Divers :
  - Le musée Mnemosyne de l'histoire du Fiumorbu, à Prunelli-paese.
  - Les vestiges des installations industrielles de la Fortef dans la vallée de l'Abatesco (Catastaggio, Agnatello, Migliacciaro).